# SK드림파크
SK 드림파크(SK Dream Park)는 대한민국 인천광역시 남구(현 미추홀구) 용현동에 있던 야구장이다.
2001년부터 2006년까지 SK 와이번스의 퓨처스팀 홈구장 및 구단 전용 훈련장으로 사용되었으나, 용현·학익지구 개발로 인해 2007년에 철거되었다. 이후 임시로 송도 LNG 야구장이 대체 훈련장으로 사용되었으며, 2015년에 이 야구장의 대체재로서 SK퓨처스파크가 인천광역시 강화군에 개장하였다.
2001년부터 2006년까지 SK 와이번스에서 사용했으며 26실 규모의 선수단 숙소, 천연잔디의 연습경기장 1면, 내야전용 연습장 1면과 실내연습장 1동 등을 갖추고 있는 전용 연습구장이었다. 전자 점수판이 설치되었고 주경기장에 조명탑이 설치되어 있지 않아 야간경기 및 야간훈련이 불가능하였다.